# Villarreal Club de Fútbol 2011-2012
Questa voce raccoglie le informazioni riguardanti il Villarreal Club de Fútbol nelle competizioni ufficiali della stagione 2011-2012.

## Stagione
Dopo le consuete amichevoli estive pre-stagionali, la stagione ufficiale del Villarreal inizia con l'impegno nei play-off di UEFA Champions League contro l'Odense: la squadra del Submarino Amarillo, dopo una sconfitta all'andata (1-0) nella trasferta in Danimarca e una rimonta casalinga (3-0) si qualifica alla fase a gironi dove incontrerà Napoli, Manchester City e Bayern Monaco. Gli spagnoli vengono eliminati dalla competizione come ultimi nel Gruppo A, avendo ottenuto il deludente bilancio di 6 sconfitte su 6 partite disputate, con 14 reti subite e appena 2 gol fatti.
Il Villarreal chiude il campionato al 18º posto, retrocedendo quindi in seconda divisione.
In Coppa del Re viene subito eliminato all'esordio nei sedicesimi di finale da una squadra di terza divisione, il Mirandés, grazie a un pareggio esterno (1-1) e una sconfitta interna (0-2).

## Maglie
Per la stagione 2011-2012, il nuovo sponsor tecnico del club spagnolo, dopo 6 anni con la società tedesca Puma, sarà il marchio cinese Xtep su una prima maglia completamente gialla, come richiesto dai vertici del club, in modo da non snaturare il colore, simbolo distintivo della squadra.
| Casa | Trasferta |

## Rosa
Rosa e numerazione aggiornate al 31 gennaio 2012.
| N. |                        | Ruolo | Calciatore         |
| -- | ---------------------- | ----- | ------------------ |
| 1  | Spagna (bandiera)      | P     | César Sánchez      |
| 2  | Argentina (bandiera)   | D     | Gonzalo Rodríguez  |
| 3  | Spagna (bandiera)      | D     | Joan Oriol         |
| 4  | Argentina (bandiera)   | D     | Mateo Musacchio    |
| 5  | Spagna (bandiera)      | D     | Carlos Marchena    |
| 6  | Spagna (bandiera)      | D     | Ángel López        |
| 7  | Brasile (bandiera)     | A     | Nilmar             |
| 8  | Paesi Bassi (bandiera) | C     | Jonathan de Guzmán |
| 9  | Argentina (bandiera)   | A     | Marco Rubén        |
| 10 | Spagna (bandiera)      | C     | Cani               |
| 11 | Paraguay (bandiera)    | C     | Hernán Pérez       |
| 12 | Colombia (bandiera)    | D     | Cristián Zapata    |

| N. |                      | Ruolo | Calciatore              |  |
| -- | -------------------- | ----- | ----------------------- |  |
| 13 | Spagna (bandiera)    | P     | Diego López             |  |
| 14 | Spagna (bandiera)    | D     | Mario Gaspar            |  |
| 15 | Spagna (bandiera)    | D     | José Catalá             |  |
| 16 | Argentina (bandiera) | C     | Gonzalo Castellani      |  |
| 17 | Spagna (bandiera)    | C     | Javier Camuñas          |  |
| 18 | Ghana (bandiera)     | C     | Mubarak Wakaso          |  |
| 19 | Spagna (bandiera)    | C     | Marcos Senna (capitano) |  |
| 20 | Spagna (bandiera)    | C     | Borja Valero            |  |
| 21 | Spagna (bandiera)    | C     | Bruno Soriano           |  |
| 22 | Italia (bandiera)    | A     | Giuseppe Rossi          |  |
| 23 | Argentina (bandiera) | A     | Alejandro Martinuccio   |  |
| 31 | Spagna (bandiera)    | P     | Diego Mariño            |  |

## Calciomercato

### Sessione estiva(dall'1/7 al 31/8)
| Acquisti | Acquisti           | Acquisti       | Acquisti      |
| R.       | Nome               | da             | Modalità      |
| -------- | ------------------ | -------------- | ------------- |
| P        | César Sánchez      | Valencia       | svincolato    |
| D        | Iván Marcano       | Getafe         | fine prestito |
| D        | Cristián Zapata    | Udinese        | definitivo    |
| C        | Javier Camuñas     | Osasuna        | definitivo    |
| C        | Jonathan de Guzmán | Maiorca        | definitivo    |
| C        | Cristóbal          | Elche          | fine prestito |
| C        | Jefferson Montero  | Levante        | fine prestito |
| A        | Jozy Altidore      | Bursaspor      | fine prestito |
| A        | Ikechukwu Uche     | Real Saragozza | definitivo    |

| Cessioni | Cessioni          | Cessioni   | Cessioni      |
| R.       | Nome              | a          | Modalità      |
| -------- | ----------------- | ---------- | ------------- |
| P        | Xavi Oliva        |            | fine carriera |
| P        | Juan Carlos       | Elche      | prestito      |
| D        | Iván Marcano      | Olympiacos | prestito      |
| D        | Cicinho           | Roma       | fine prestito |
| D        | Joan Capdevila    | Benfica    | svincolato    |
| C        | Cristóbal         | Karpaty    | svincolato    |
| C        | Jefferson Montero | Betis      | prestito      |
| C        | Javier Matilla    | Betis      | definitivo    |
| C        | Santiago Cazorla  | Malaga     | definitivo    |
| A        | Jozy Altidore     | AZ Alkmaar | definitivo    |
| A        | Ikechukwu Uche    | Granada    | prestito      |

### Sessione invernale(dal 3/1 al 31/1)
| Acquisti | Acquisti              | Acquisti   | Acquisti |
| R.       | Nome                  | da         | Modalità |
| -------- | --------------------- | ---------- | -------- |
| A        | Alejandro Martinuccio | Fluminense | prestito |

## Risultati

### Campionato

#### Girone di andata
| Vila-real , ore CET 1ª giornata | Villarreal | – | Sporting Gijón | El Madrigal |

| Arbitro: | Javier Turienzo Álvarez |

|                                                   |           |  |
| Thiago 25’ Fàbregas 45’ Sánchez 47’ Messi 52’ 74’ | Marcatori |  |

| Arbitro: | Fernando Teixeira Vitienes |

|                            |           |                        |
| Rossi 35’ (rig.) Rubén 73’ | Marcatori | 24’ Negredo 86’ Alexis |

| Arbitro: | Estrada Fernández |

|          |           |  |
| Uche 55’ | Marcatori |  |

| Arbitro: | González González |

|                     |           |  |
| Rossi 7’ Nilmar 52’ | Marcatori |  |

| Arbitro: | Ignacio Iglesias Villanueva |

|               |           |            |
| Gabilondo 43’ | Marcatori | 53’ Nilmar |

| Arbitro: | Carlos Del Cerro Grande |

|                     |           |                             |
| Rossi 41’ Pérez 81’ | Marcatori | 34’ Luis García 45’ Barrera |

| Getafe 15 ottobre 2011, ore 18:00 CET 8ª giornata | Getafe                  | 0 – 0 referto | Villarreal | Coliseum Alfonso Pérez\| Arbitro: \| J. A. Teixeira Vitienes \| |
| Arbitro:                                          | J. A. Teixeira Vitienes |               |            |                                                                 |

| Arbitro: | Carlos Delgado Ferreiro |

|  |           |                         |
|  | Marcatori | 16’ 43’ Juanlu 58’ Koné |

| Arbitro: | Miguel Ángel Pérez Lasa |

|                                  |           |  |
| Benzema 5’ Kaká 11’ di María 31’ | Marcatori |  |

| Arbitro: | Javier Turienzo Álvarez |

|                            |           |  |
| Bruno 20’ Borja Valero 67’ | Marcatori |  |

### Coppa del Re

#### Sedicesimi di finale
| Arbitro: | Carlos Clos Gómez |

|            |           |            |
| Arroyo 26’ | Marcatori | 85’ Valero |

| Arbitro: | Miguel Ángel Pérez Lasa |

|  |           |                 |
|  | Marcatori | 60’ 87’ Infante |

### UEFA Champions League

#### Play-Off
| Arbitro: | Skomina |

|               |           |  |
| Andreasen 84’ | Marcatori |  |

| Arbitro: | Thomson |

|                            |           |  |
| Rossi 50’ 66’ Marchena 82’ | Marcatori |  |

#### Fase a gironi
| Arbitro: | Çakır |

|  |           |                      |
|  | Marcatori | 7’ Kroos 76’ Rafinha |

| Arbitro: | De Bleeckere |

|                              |           |  |
| Hamšík 15’ Cavani 17’ (rig.) | Marcatori |  |

| Arbitro: | Kralovec |

|                                  |           |         |
| Marchena 43’ (aut.) Agüero 90+3’ | Marcatori | 4’ Cani |

| Arbitro: | Proença |

|  |           |                                           |
|  | Marcatori | 30’ 71’ Yaya Touré 45+3’ (rig.) Balotelli |

| Arbitro: | Strömbergsson |

|                      |           |               |
| Ribéry 69’ Gómez 23’ | Marcatori | 50’ de Guzmán |

| Arbitro: | Svein Oddvar Moen |

|  |           |                      |
|  | Marcatori | 65’ Inler 76’ Hamšík |